# Ksi del Bover
Ksi del Bover (ξ Bootis) és un estel binari de magnitud aparent +4,55 en la constel·lació del Bover, el pastor de bous. S'hi troba a només 22 anys llum de distància del Sistema Solar i forma part del corrent d'estels de l'Associació estel·lar de l'Ossa Major. L'estel conegut més propera a Ksi Bootis és Gliese 526, distant 6,9 anys llum.
L'estel principal del sistema, Ksi del Bover A (GJ 566 A), és una nana groga de tipus espectral G8V, una mica més freda i menys lluminosa que el Sol. La seva temperatura superficial és de 5.130 K i la seva lluminositat és la meitat de la que té el Sol. La seva massa (entre 0,90 i 0,94 masses solars) i el seu radi (0,89 radis solars) revelen un estel una mica més petit que el Sol, però l'edat del qual sembla significativament menor, compresa entre 60 i 1.000 milions d'anys. Presenta intensa activitat cromosfèrica i és un estel variable BY Draconis, amb una variació de 0,15 magnituds al llarg d'un cicle de 10,137 dies.
L'estel secundari, Ksi del Bover B (GJ 566 B), és una nana taronja de tipus K4V amb una massa entorn del 70% de la massa solar i un radi el 71% del solar. La seva lluminositat és només el 6,1% de la del Sol. La separació entre ambdues estels fluctua entre 16,5 i 50,7 UA en una òrbita excèntrica en la qual empren uns 152 anys a completar.
Petites variacions en la velocitat orbital de Ksi del Bover B poden deure's a l'existència d'un tercer cos amb una massa entre 1 i 9 vegades la massa de Júpiter orbitant al voltant d'aquest estel.